# ليلى عوض
ليلى عوض (25 أكتوبر 1966 -)، ممثلة ومخرجة سورية.

## عن حياتها
إجازة في المعهد العالي للفنون المسرحية. بدأت رحلتها مع الفن في عام 1989، بعد تخرجها من المعهد العالي للفنون المسرحية في دمشق، وخلال مسيرتها الفنية أدت ادوارا مهمة في أكثر من 60 عملا تلفزيونيا وعملين مسرحيين وفيلماً سينمائياً مع المخرج محمد شاهين، - شارك كممثلة بالعديد من الأعمال المسرحية والتلفزيونية والسينمائية، بالإضافة للأعمال الإذاعية. كما انها عضو في نقابة الفنانين منذ عام 1990.

## من أعمالها

### في المسرح
«سيرة ذي اليزل - عيلة الدغري».

### في الإذاعة
«الحب والعبقرية - ظواهر مدهشة وأعمال كثيرة أخرى».

### في السينما
فيلم «ثعالب المدينة». - فيلم «ناجي العلي».

### في التلفزيون
- مسلسل «مرايا 96 - 97 - 99». - مسلسل «أبو البنات» - للكاتب هاني السعدي. - مسلسل «النصية» من إخراج غسان جبري. - مسلسل «الحصاد المر» من إخراج سليم موسى. - مسلسل درامي «الموؤودة» - 2004 - من تأليف الكاتب مروة عبيد وإخراج ثائر موسى. - مسلسل «شخصيات على الورق» - 2004 - تأليف خطيب بدلة واخراج رياض ديار بكرلي. - مسلسل «كلاكيت» من تأليف الكاتب نور الدين الهاشمي والفنان بشار إسماعيل، والكاتب حسام دولي وإخراج الفنان غزوان بريجان.
- مسلسل الارواح المهاجرة إخراج شوقي الماجري -مسلسل أيام الغضب إخراج باسل الخطيب -مسلسل الفصول الاربعة حلقة (ذهب مع الريش)
- مسلسل وماملكت أيمانكم إخراج نجدت أنزور -مسلسل كشف الأقنعة إخراج حسان داوود -مسلسل أبناء وأمهات إخراج محمد الشليان -
- مسلسل نهاية اللعبة إخراج فردوس أتاسي -مسلسل ليل ورجال إخراج سمير حسين -مسلسل دائرة الاتهام غزوان بريجان - إخراج فيلم تلفزيوني طويل (حلاوة الروح)تأليف: دمحمد مرعي الفروح. بطولة: عبد الرحمن آل رشي -كندة علوش -وفاء موصللي -جهاد عبده - نضال سيجري وآخرون

## روابط خارجية
- ليلى عوض على موقع قاعدة بيانات الأفلام العربية